# تروغير

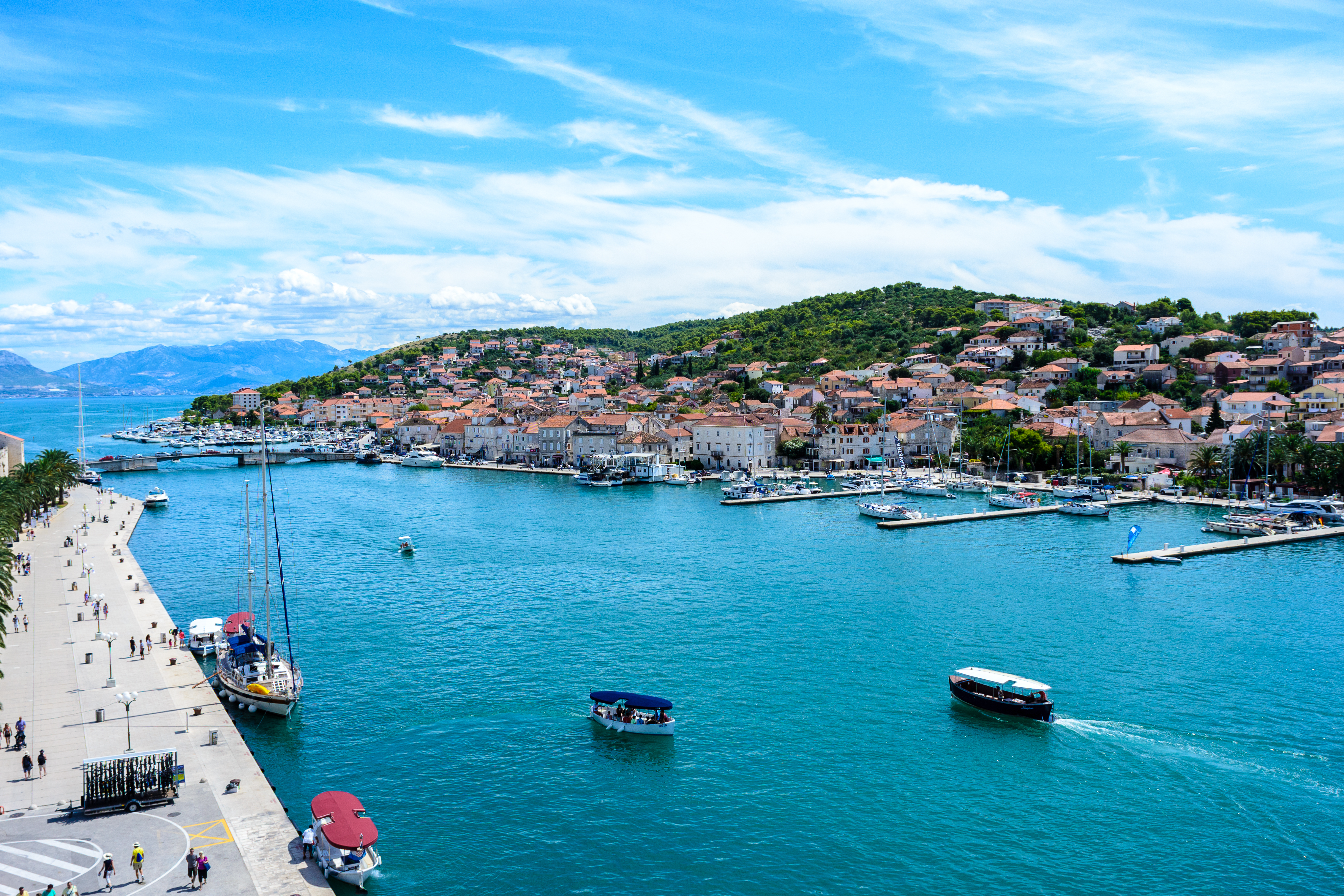
مظهر عام لمدينة تروغر

تروغير هي مدينة من مدن كرواتيا. يبلغ عدد سكانها 13,260 نسمة وذلك حسب إحصائيات سنة 2011.

## معرض صور

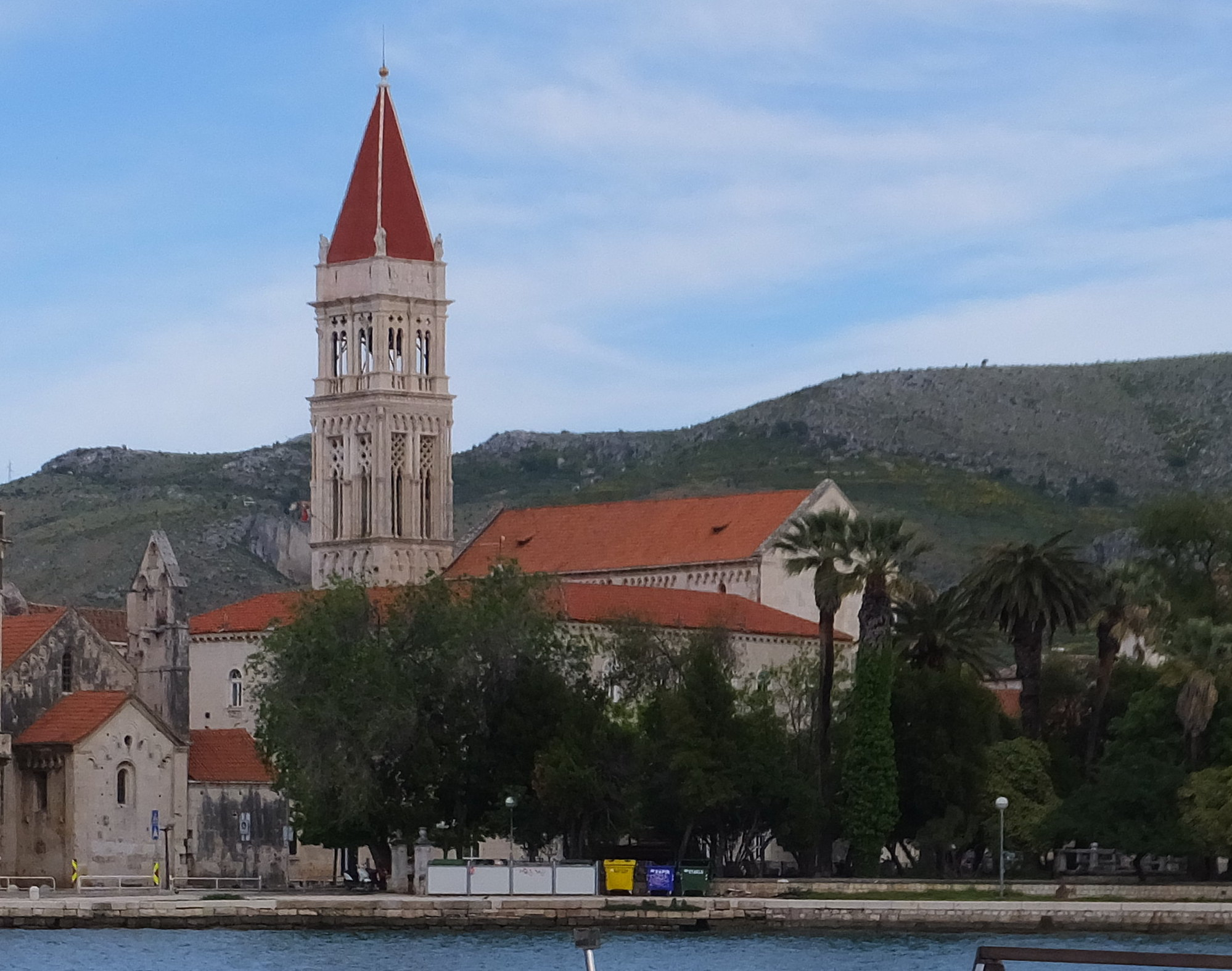
كاتدرائية القديس لورانس في تروجير
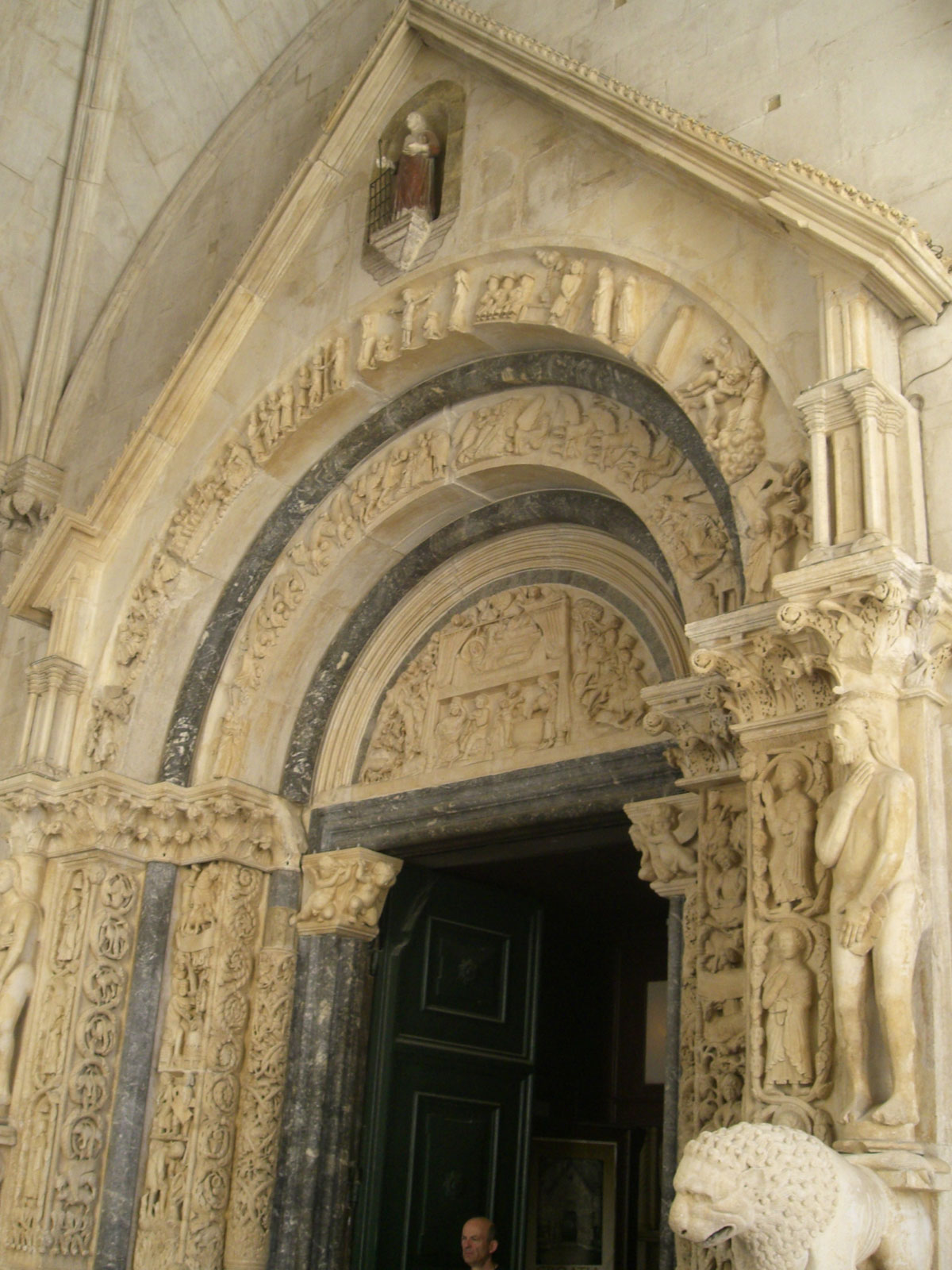
مدخل الكاتدرائية
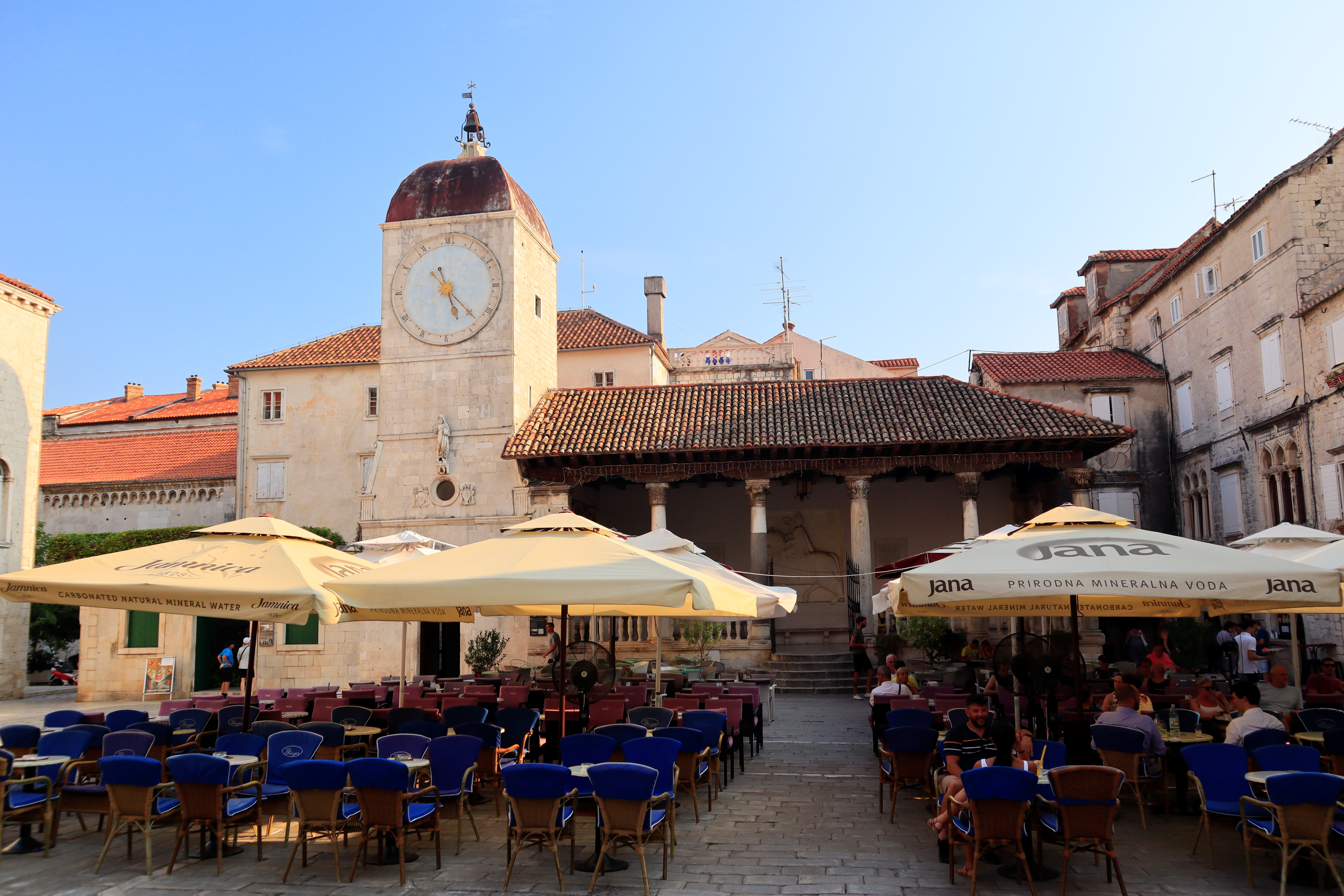
تروجير ، برج مربع
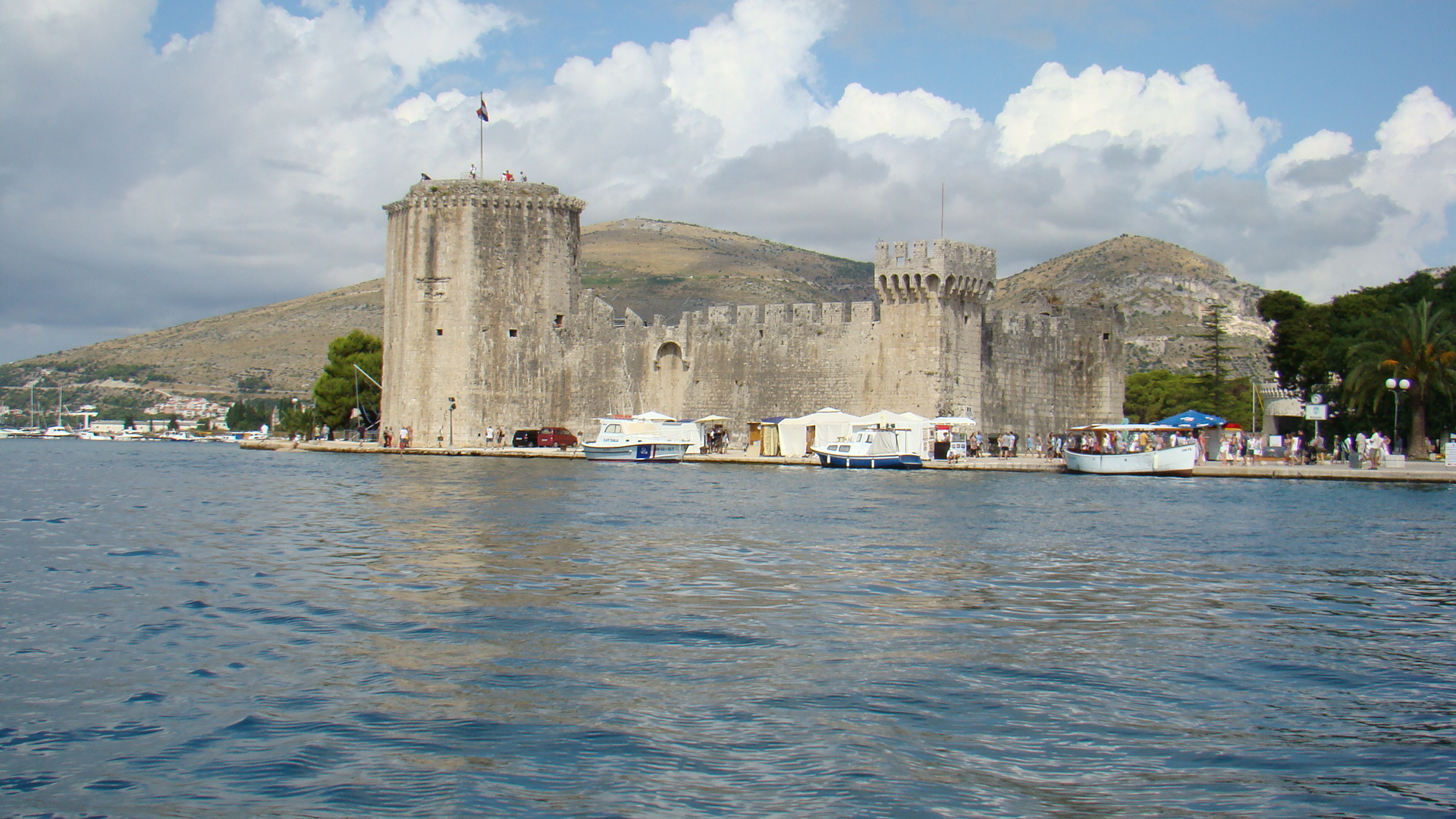
كامرلنغو ، تروجير
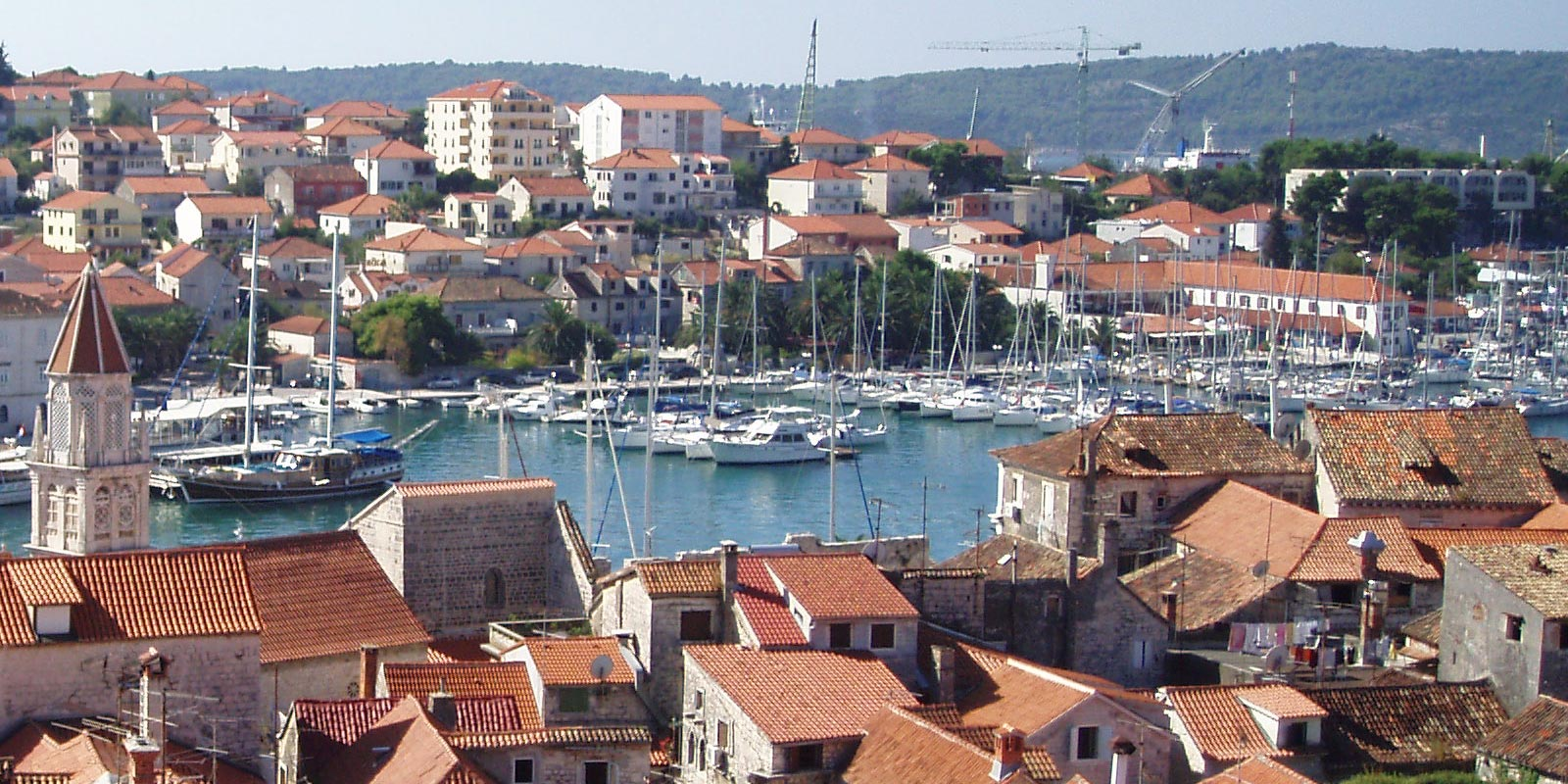
صورة مقربة للموقع

## توأمة
لتروغير اتفاقيات توأمة مع كل من:
- Újbuda [الإنجليزية]‏
- سيني، كرواتيا
- لوتشرا
- فآترشتيتن
- Harkány [الإنجليزية]‏ [4]
- روسه

## أعلام
- إيفان كاتالينيتش
- مارغريت من المجر
- جانا تشوفيتش